# 蒙自豆腐柴
蒙自豆腐柴（学名：Premna henryana）为马鞭草科豆腐柴属下的一个种。

## 扩展阅读
- 維基物種上的相關：蒙自豆腐柴